# Élections générales yukonnaises de 2016
Les élections générales yukonnaises de 2016 ont lieu le 7 novembre 2016 afin d'élire les 19 députés de la 34e législature de l'Assemblée législative du territoire canadien du Yukon. 
Après 14 ans au pouvoir, le Parti du Yukon du premier ministre Darrell Pasloski est battu par le Parti libéral dirigé par Sandy Silver.  Pasloski perd son propre siège de député, et annonce sa démission le soir des élections. Arrivée en troisième position, le NPD d'Elizabeth Hanson perd quant à lui son statut d'opposition officielle et est réduit à deux sièges, dont la dirigeante du parti Elizabeth Hanson, réélue de sa circonscription.

## Chronologie
- 17 août 2012 : Le député de Vuntut Gwitchin Darius Elias démissionne de ses fonctions du chef du Parti libéral par intérim et quitte son parti. Il siégera dorénavant comme un indépendant. Le député de Klondike Sandy Silver prend la relève comme chef du parti par intérim et il est aujourd'hui le seul député libéral à l'Assemblée législative[1].
- 8 juillet 2013 : Darius Elias décide de se joindre au Parti du Yukon.
- 1er mars 2014 : Sandy Silver accepte de diriger le Parti libéral sous les acclamations des militants du parti[2].
- 10 mai 2016 : Le député territorial de Porter Creek Centre, David Laxton démissionne du poste de président de l'Assemblée législative et quitte le Parti du Yukon pour siéger en tant qu'indépendant pour des raisons personnelles[3]. Il viendrait plus tard que la démission était due à une allégation de harcèlement sexuel portées contre lui[4]. La députée du Lac Watson Patti McLeod lui remplace comme présidente de l'Assemblée.
- 8 juin : Le ministre de l'éducation et vétéran de la politique territoriale et municipale Doug Graham annonce qu'il ne cherchera pas à se faire réélire dans sa circonscription de Porter-Creek-Nord[5]
- 15 juin : le ministre des Services communautaires Currie Dixon annonce qu'il ne cherchera pas un second mandat comme député de Copperbelt-Nord. En 2011, il a été le plus jeune ministre de l'histoire du Yukon, à l'âge de 26 ans[6]
- 11 juin : Après avoir dit qu'il ne serait pas candidat à la prochaine élection territoriale, le ministre de l'Éducation Doug Graham annonce qu'il briguerait l'investiture du Parti du Yukon dans Whitehorse-Centre. Il a été le député de Porter-Creek-Nord du Parti du Yukon depuis 2011[7]

## Députés ne se représentant pas
Parti du Yukon
- Currie Dixon, Copperbelt-Nord

Indépendant
- David Laxton,  Porter Creek Centre

## Système électoral
L'Assemblée législative du Yukon est composée de 19 sièges pourvus pour cinq ans au scrutin uninominal majoritaire à un tour dans autant de circonscriptions électorales,.

## Forces en présence
| Parti politique | Parti politique                                       | Idéologie                                | Chef             | Députés      | Députés            | Députés   |
| Parti politique | Parti politique                                       | Idéologie                                | Chef             | Élus en 2011 | A la disso- lution | Candidats |
| --------------- | ----------------------------------------------------- | ---------------------------------------- | ---------------- | ------------ | ------------------ | --------- |
|                 | Parti du Yukon Yukon party                            | Centre droit Conservatisme, régionalisme | Darrell Pasloski | 11           | 11                 | 19        |
|                 | Parti libéral Liberal Party (LIB)                     | Centre Libéralisme                       | Sandy Silver     | 2            | 1                  | 19        |
|                 | Nouveau Parti démocratique New Democratic Party (NPD) | Centre gauche Social-démocratie          | Elizabeth Hanson | 6            | 6                  | 19        |
|                 | Parti vert Green party (Verts)                        | Gauche Écologisme, progressisme          | Frank de Jong    | 0            | 0                  | 5         |
|                 | Indépendants                                          | Indépendants                             | Indépendants     | 0            | 1                  | 1         |
|                 | Vacant                                                | Vacant                                   | Vacant           | 0            | 0                  | 0         |
| Total           | Total                                                 | Total                                    | Total            | 19           | 19                 | 63        |

## Résultats
|                           |                                  |        |       |      |        |               |  |  |  |
| Parti                     | Parti                            | Votes  | %     | +/–  | Sièges | +/–           |  |  |  |
|                           | Parti libéral (LIB)              | 7 404  | 39,41 | 14,2 | 11     | 9             |  |  |  |
|                           | Parti du Yukon (PY)              | 6 272  | 33,38 | 7,1  | 6      | 5             |  |  |  |
|                           | Nouveau Parti démocratique (NPD) | 4 928  | 26,23 | 6,4  | 2      | 4             |  |  |  |
|                           | Parti vert (Verts)               | 145    | 0,77  | 0,1  | 0      | en stagnation |  |  |  |
|                           | Indépendants                     | 38     | 0,20  | 0,3  | 0      | en stagnation |  |  |  |
|                           |                                  |        |       |      |        |               |  |  |  |
| Votes valides             | Votes valides                    | 18 787 | 99,72 |      |        |               |  |  |  |
| Votes blancs et invalides | Votes blancs et invalides        | 53     | 0,28  |      |        |               |  |  |  |
| Total                     | Total                            | 18 840 | 100   | -    | 19     | en stagnation |  |  |  |
| Abstention                | Abstention                       | 5 828  | 23,63 |      |        |               |  |  |  |
| Inscrits / participation  | Inscrits / participation         | 24 668 | 76,37 |      |        |               |  |  |  |